# Ku-ring-gai
Ku-ring-gai (Ku-ring-gai Council) – jeden z 38 samorządów lokalnych wchodzących w skład aglomeracji Sydney, największego zespołu miejskiego Australii. Nazwa obszaru pochodzi od aborygeńskiego plemienia Kuringgai, które zamieszkiwało teren dzisiejszego Sydney przed przybyciem Europejczyków. Obszar liczy 86 km² i jest zamieszkiwany przez 101 083 osoby (2006). Znajduje się w północnej części Sydney. Władze lokalną sprawuje dziesięcioosobowa rada, wybierająca spośród siebie burmistrza. 

## Galeria

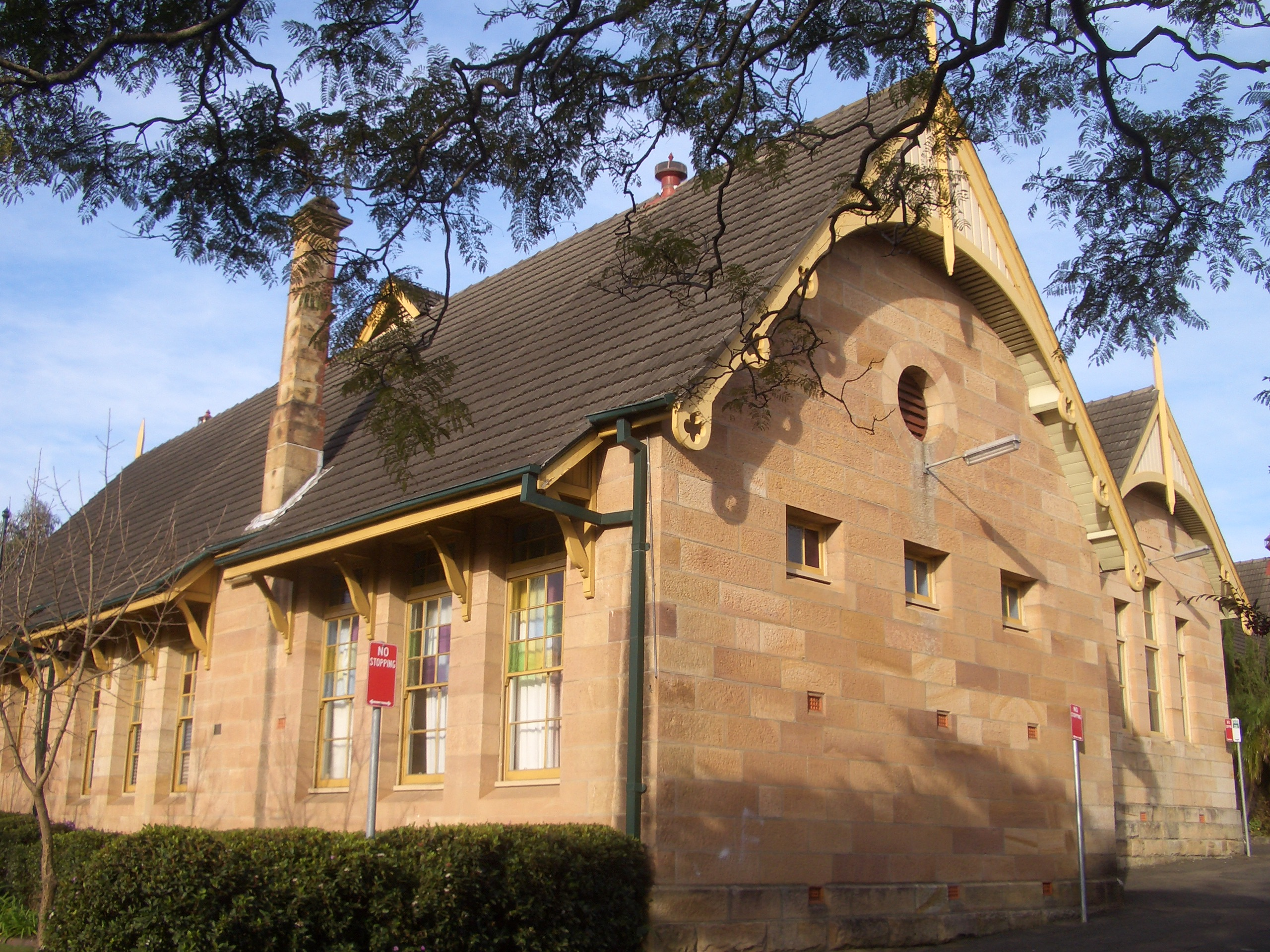
Szkoła publiczna w dzielnicy Gordon
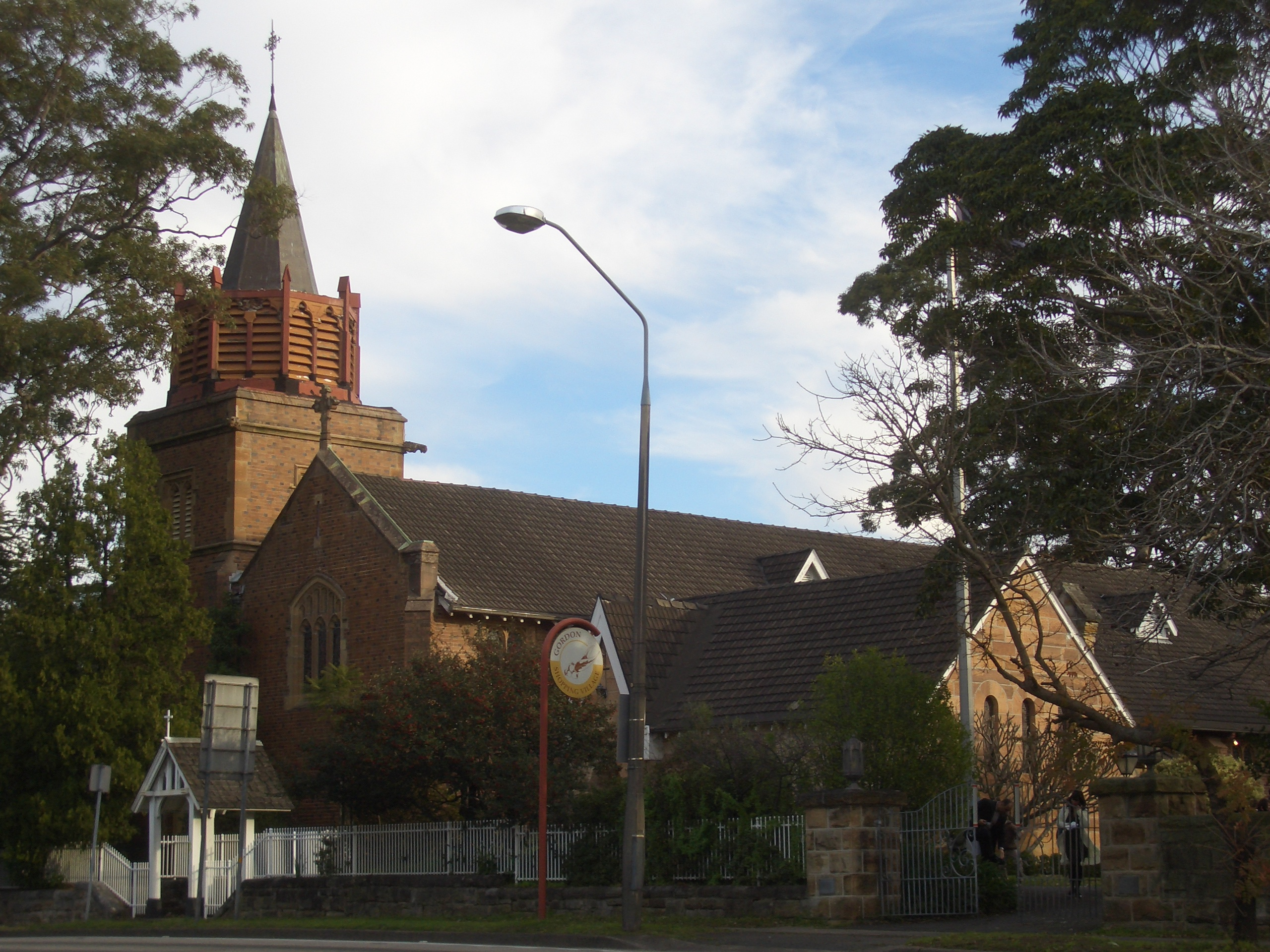
Anglikański kościół św. Jana Ewangelisty